# Озонид цезия
Озони́д це́зия — CsO3, неорганическое бинарное соединение цезия с кислородом, имеющее ионное строение: (Cs+)(O3−). Оранжево-красное кристаллическое, устойчивое при комнатной температуре вещество. Очень сильный окислитель.
Крайне неустойчив на влажном воздухе:
{\displaystyle {\mathsf {4CsO_{3}+H_{2}O+3CO_{2}=Cs_{2}CO_{3}+2CsHCO_{3}+5O_{2}}}}
Бурно реагирует с водой, кислотами, серой:
{\displaystyle {\mathsf {4CsO_{3}+2H_{2}O=4CsOH+5O_{2}}}}
{\displaystyle {\mathsf {4CsO_{3}+4HCl=4CsCl+2H_{2}O+5O_{2}}}}
{\displaystyle {\mathsf {6CsO_{3}+5S=Cs_{2}SO_{4}+2Cs_{2}S_{2}O_{7}}}}
При нагревании выше 70 °C разлагается:
{\displaystyle {\mathsf {2CsO_{3}\rightarrow 2CsO_{2}+O_{2}}}}
Получают из надпероксида цезия реакцией с озоном или озонированием гидроксида цезия в среде жидкого аммиака:
{\displaystyle {\mathsf {CsO_{2}+O_{3}=CsO_{3}+O_{2}}}}
{\displaystyle {\mathsf {2CsOH+5O_{3}=2CsO_{3}+H_{2}O+5O_{2}}}}